# 존 헤이덕

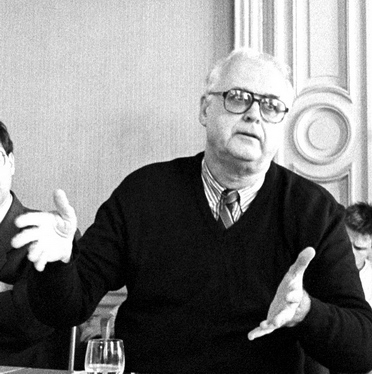

존 쿠엔틴 헤이덕(영어: John Quentin Hejduk, 1929년 7월 19일 – 2000년 7월 8일)은 미국에서 활동한 체코 출신의 건축가이자 교육자, 예술가이다.
존 헤이덕은 쿠퍼 유니언과 하버드 GSD에서 수학하고 I. M. 페이의 설계 사무소를 포함해 뉴욕에서 근무했다. 이후 1965년 자신의 건축 사무소를 설립했다.

## 저서
- Lines: No Fire Could Burn (1999)
- Education Of An Architect A Point Of View(1988, 1999)
- Pewter Wings Golden Horns Stone Veils: Wedding in a Dark Plum Room (1997)
- Adjusting Foundations (1995)
- Architectures In Love (1995)
- Security (1995)
- Berlin Night (1993)
- Soundings (1993)
- Aesop's Fables with Joseph Jacobs. Illustrations by John Hejduk. (1991)
- Práce (Practice) (1991)
- The Riga Project (1989)
- Vladivostok (1989)
- Bovisa (1987)
- Victims (1986)
- Mask of Medusa (1985)
- Fabrications (1974)
- Three Projects (1969)